# Kazimierz Piechowski
Pour les articles homonymes, voir Piechowski.
Kazimierz Piechowski, API : /kaˈʑimjɛʂ pjɛˈxɔfskʲi/ né le 3 octobre 1919 à Rajkowy (en) en Pologne et mort le 15 décembre 2017 à Gdańsk) est un ancien détenu des camps de concentration nazis , soldat de l'Armia Krajowa, et diplômé de Polytechnique de Gdańsk,

## Biographie

### Origines
Kazimierz Piechowski vient d'une famille noble du clan Leliwa largement répandu en Poméranie, dans d'autres régions de la Pologne, mais aussi en Allemagne et aux États-Unis.
Dès son plus jeune âge il est lié à la ville de Tczew où il est scout.

### Seconde Guerre mondiale

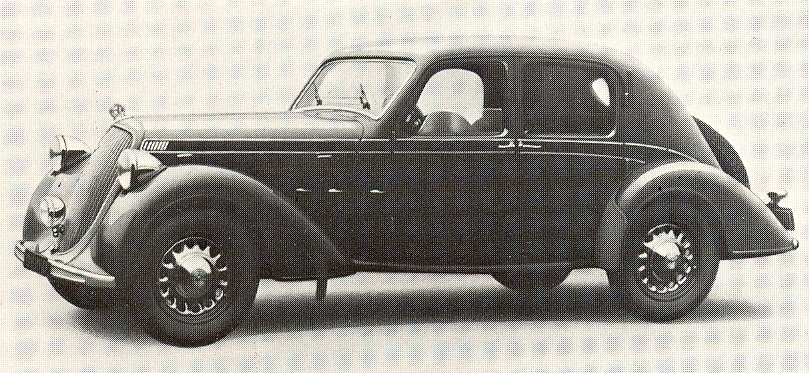
Steyr 220, semblable au véhicule ayant servi lors de l'évasion

Après l'invasion de la Pologne par l'Allemagne nazie en 1939, Kazimierz Piechowski avec son camarade de scoutisme Alfons Kiprowski dit Alek tentent de passer en Hongrie pour gagner ensuite la France et rejoindre l'Armée polonaise de l'Ouest. Ils sont arrêtés près de la frontière par une patrouille allemande et déportés au camp de concentration d'Auschwitz. Il reçoit pour matricule le numéro 918.
Kazimierz Piechowski arrive au camp dans le deuxième transport depuis sa création et donc il est témoin de tous les crimes commis par les nazis, par là même il se rend compte qu’il devient un témoin gênant. Il prend part à l'appel pendant lequel Maximilien Kolbe se porte volontaire pour remplacer un autre détenu sélectionné à la peine capitale.
Craignant pour sa vie, il décide de s'évader. Le 20 juin 1942, Piechowski avec trois autres détenus, Stanisław Jaster, Józef Lempart et Eugeniusz Bendera, vole des uniformes de SS et une voiture qui leur permet de quitter le camp. Ils ne possèdent alors nul document et c'est la maîtrise de soi et la connaissance parfaite de l’allemand de Piechowski qui facilite l'évasion. Les prisonniers avaient réussi à voler des uniformes des SS, des fusils et une voiture Steyr 220 décapotable utilisée par le commandant du camp Rudolf Höss. C'est l'une des plus spectaculaires évasions du camp d'Auschwitz. Elle a été présentée dans un documentaire tourné par la BBC, dans lequel apparaît Piechowski lui-même.
Après l'évasion, il rejoint l'Armia Krajowa et combat dans ses rangs jusqu'à la fin de la guerre.

### Temps des répressions communistes
Une fois la paix retrouvée, Kazimierz Piechowski revient en Poméranie, il est dénoncé pour avoir servi dans l'Armia Krajowa, arrêté et condamné à dix ans de prison, il sort après sept ans d'incarcération.

## À l'écran
- Uciekinier (Le fugitif) (2006), documentaire de Marek Pawłowski[8].

## Ouvrages
- (pl) Byłem Numerem: historie z Auschwitz, Kazimierz Piechowski, Eugenia Bożena Kodecka-Kaczynska, Michał Ziokowski, édition Sióstr Loretanek,  (ISBN 83-7257-122-8).
- (pl) My i Niemcy, Kazimierz Piechowski, édition Sióstr Loretanek, Varsovie 2008.

## Hommages
- En janvier 2006, à la demande du sénateur Maciej Płażyński, le conseil municipal de la ville de Tczew lui décerne le titre de Citoyen d'honneur de la ville.
- Katy Carr, une chanteuse britannique d'origine polonaise, consacre sa chanson Kazik Kommander’s Car de l'album Coquette à l'évasion de Piechowski[9],[10].